# East Clubbers
East Clubbers au fost un duet polonez al producătorilor, compus din Dj Silver și Dj Sqren. Este mai cunoscut datorită cooperării cu Janardana, cel mai cunoscut producător polonez de muzica dance/club.

## Discografie

### Albume
- 2004 – E-Quality
- 2004 – Promo Album

### Discuri single
- 2005 – More More More
- 2006 – Sextasy
- 2007 – Sexplosion
- 2007 – My Love